# NGC 3324
NGC 3324 – mgławica emisyjna znajdująca się w konstelacji Kila w odległości około 7500 lat świetlnych. Została odkryta 1 maja 1826 roku przez Jamesa Dunlopa. Obszar tej mgławicy to region formowania nowych gwiazd.

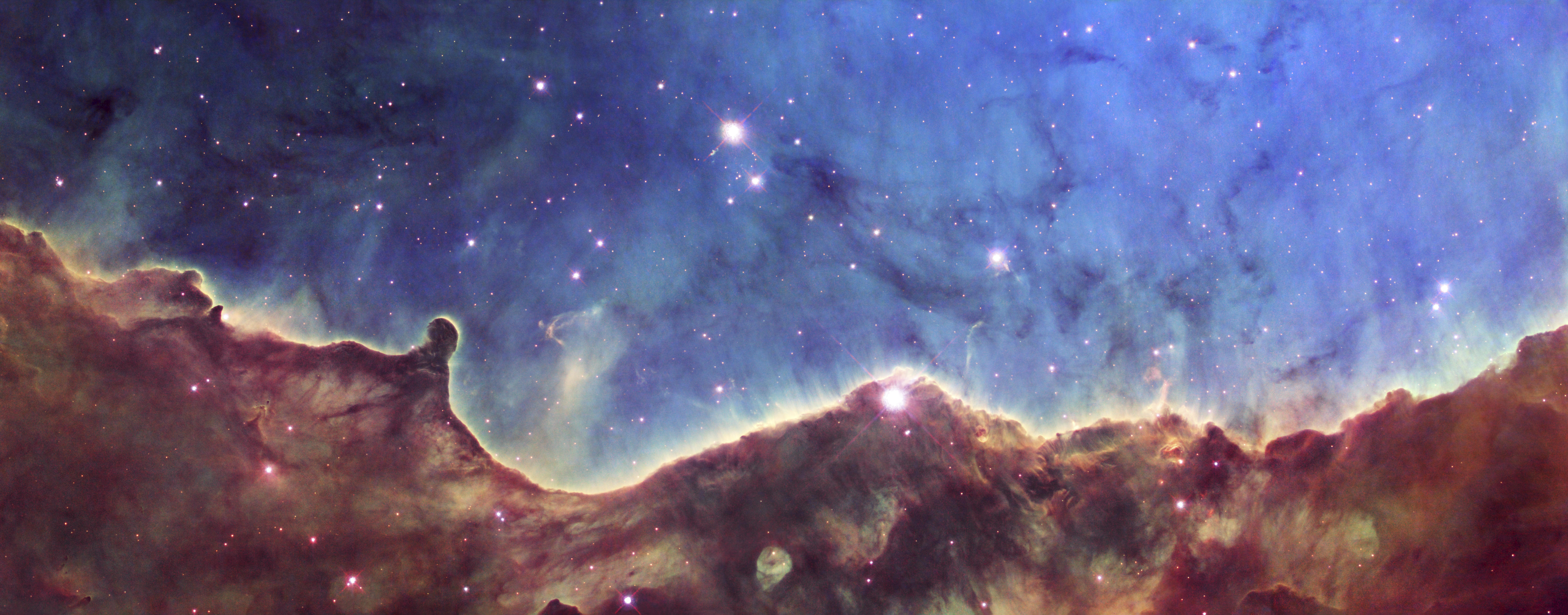
Mgławica NGC 3324 (HST)

Mgławica NGC 3324 znajduje się na północnych obrzeżach mgławicy Carina (NGC 3372). Ponieważ posiada ona bogate zasoby gazu i pyłu, miejsce to stało się źródłem gwałtownych procesów gwiazdotwórczych, które rozpoczęły się kilka milionów lat temu i doprowadziły do utworzenia kilku jasnych i bardzo gorących gwiazd. Wiatry gwiazdowe i intensywne promieniowanie młodych gwiazd wydmuchało pustą przestrzeń w otaczającym gazie i pyle, tworząc wyraźną, powyginaną ścianę materii.
Promieniowanie ultrafioletowe młodych, gorących gwiazd wybija z atomów wodoru elektrony, które przechwytywane przeskakują na kolejne poziomy energetyczne, co w efekcie prowadzi do wytworzenia poświaty w kolorze purpury oraz odkrywa rozmieszczenie lokalnego, rozproszonego gazu. Charakterystyczna poświata podwójnie zjonizowanego tlenu ukazuje centralne części mgławicy w kolorach zielonkawo-żółtych. Włókna gazu oraz ciemne ramiona pyłu wznoszą się na odległość kilku lat świetlnych ponad wyraźną ścianę materii.
Z mgławicą NGC 3324 jest powiązana gromada otwarta Collinder 225.